# Torre Regina
La Torre Regina és una masia de l'Aleixar a la comarca del Baix Camp, inclosa a l'Inventari del Patrimoni Arquitectònic de Catalunya.

## Descripció
Gran casa quadrangular, amb la part occidental, que sembla la més antiga, amb restes de la torre que va donar el nom al lloc. La part central té una porta d'accés d'arc de mig punt de maons, i volada de rajola catalana. La oriental, més entrada, amb una altra porta. La teulada és de quatre vessants.

## Història
Masia amb que es va construir almenys en tres moments. Vora el camí d'Alforja, és la masia més antiga del terme, documentada ja d'ençà el segle xiii. El que resta actualment de més importància és de cap al mil sis-cents.